# Tony Jackson
Anthony (Antonio) Jackson, bäst känd som Tony Jackson (5 juni 1876 – 20 april 1921) var en amerikansk pianist, sångare, och kompositör. Jackson blev den populäraste och mest eftersökta underhållaren i Storyville.